# Hilfskrankenhaus Dissen
Das Hilfskrankenhaus Dissen war ein voll funktionsfähiges Krankenhaus. Heute ist es im Besitz der Stadt Dissen.

## Geschichte
Die Planung für das Hilfskrankenhaus begannen im Jahr 1971. Architekt war Adolf Streit. Im Jahr 1973 war Baubeginn. Erst 15 Jahre danach im März 1988 wurde der Bau fertiggestellt. Oberirdisch sollte zunächst eine Turnhalle entstehen, die im Notfall auch als Lazarett hätte dienen können, letztendlich wurde eine Grundschule gebaut. Eine Ausstattung mit 400 Betten fand erst 1989 nach der Öffnung der Grenze zur DDR statt. Betten und medizinische Geräte wurden im Jahr 1998 nach Tschetschenien geschickt. Heute werden einige Räume vom Klinikum Osnabrück und vom Deutschen Roten Kreuz Osnabrücker Land gemietet.

## Technisches
Die 5500 m² große Anlage konnte Schutz vor ABC-Waffen und Angriffen mit konventionellen Waffen bieten. Das Krankenhaus verfügte über Vorräte für zwei Wochen. Die Anlage hätte 640 Patienten und 228 Personal aufnehmen können.